# Ok Hong-cha
Hong Cha-ok (10 marzo 1970) è un'ex tennistavolista sudcoreana.

## Carriera
All'apice della propria carriera giunse sul terzo gradino del podio nel doppio alle Olimpiadi di Barcellona 1992, al fianco della connazionale Hyun Jung-hwa.